# デビュー・レコード
デビュー・レコード（Debut Records）は1952年にベーシストのチャールズ・ミンガス、彼の妻セリア・ミンガス、ドラマーのマックス・ローチによって設立されたジャズ・レコード会社。
現在はコンコード・ミュージック・グループの傘下、ファンタジー・レコードがカタログを保有しており、サブ・レーベルのオリジナル・ジャズ・クラシックス（OJC）よりリイシューされている。同系列にリバーサイド・レコードやプレスティッジ・レコード等がある。
日本での販売元はビクターエンタテインメントを主としていたが、2006年にアメリカ本国の配給元がユニバーサル ミュージック グループになった為、日本もユニバーサル・ミュージック・ジャパンに移っている。

## 沿革
- 1952年 チャールズ・ミンガス、セリア・ミンガス、マックス・ローチによって設立。
- 1972年 ファンタジー・レコードに吸収される。
- 1983年 ファンタジーがオリジナル・ジャズ・クラシックスを発足した事によりこの系列下に入る。
- 2004年 親元のファンタジー・レコードがコンコード・レコードに買収され、デビューはコンコード・ミュージック・グループの一部となる。

## 主なアーティスト
- チャールズ・ミンガス
- マックス・ローチ
- バド・パウエル
- ケニー・ドーハム